# Edward Bekier
Edward Bekier (ur. 9 października 1883 w Sierpcu, zm. 10 lutego 1945 w Wilnie) – polski chemik, zajmujący się chemią nieorganiczną i fizyczną. Profesor zwyczajny Uniwersytetu Stefana Batorego w Wilnie, założyciel katedry chemii fizycznej oraz oddziału Polskiego Towarzystwa Chemicznego w Wilnie.

## Życiorys
Syn Jana Ignacego Bekiera i Marii z Nawrockich. Świadectwo dojrzałości otrzymał w 1904 roku w II Gimnazjum Filologicznym w Warszawie.
W latach 1904–1905 studiował na Wydziale Lekarskim Uniwersytetu Warszawskiego. W 1905 roku został relegowany z uczelni za udział w bojkocie szkół rosyjskich. W latach 1905–1911 studiował chemię na Uniwersytecie Jagiellońskim w Krakowie. Na podstawie pracy doświadczalnej w zakresie chemii uzyskał stopień doktora filozofii.
W 1912 roku podjął studia w pracowni chemii fizycznej Uniwersytetu w Getyndze, a następnie w latach 1913–1914 studiował na Politechnice w Charlottenburgu w Berlinie. W 1915 został asystentem w katedrze chemii Politechniki Warszawskiej, następnie w 1918 roku pracował jako adiunkt w katedrze chemii nieorganicznej tego uniwersytetu. W 1919 został powołany na stanowisko docenta i wykładał na Wydziale Chemicznym Politechniki Warszawskiej oraz Wydziale Przyrodniczym Towarzystwa Kursów Naukowych (1916-1918).
W czasie wojny polsko-bolszewickiej ochotniczo służył w Wojsku Polskim jako kanonier I Pułku Artylerii Zenitowej.
Dekretem Naczelnika Państwa w 1920 został mianowany profesorem nadzwyczajnym. W latach 1921–1922 prowadził katedrę chemii nieorganicznej Uniwersytetu im. Adama Mickiewicza w Poznaniu, a od
1922 roku organizował katedrę chemii fizycznej Uniwersytetu Stefana Batorego w Wilnie, którą prowadził do wybuchu II wojny światowej w 1939 r.
W 1936 roku z rąk Prezydenta RP otrzymał nominację na profesora zwyczajnego. W latach 1923–1924 i 1931–1932 był dziekanem Wydziału Matematyczno-Przyrodniczego Uniwersytetu Wileńskiego, a w latach 1924–1925, 1928–1929 oraz 1932–1933 prodziekanem.
Był współzałożycielem i wieloletnim prezesem oddziału Polskiego Towarzystwa Chemicznego w Wilnie, członkiem Towarzystwa Przyjaciół Nauk oraz Societe de Chimie Physique w Paryżu. Zorganizował i kierował biblioteką chemiczną Uniwersytetu Wileńskiego. Był także założycielem i kuratorem „Koła Chemików”.
W czasie II wojny światowej prowadził wykłady chemii fizycznej w ramach tajnego Uniwersytetu Stefana Batorego w Wilnie.

## Dorobek naukowy
Jego dorobek naukowy to 29 pozycji opublikowanych w piśmiennictwie chemicznym krajowym i zagranicznym. Są to prace z dziedziny elektrochemii i radioaktywności oraz własności metali ich i stopów. Główny kierunek jego działalności naukowej dotyczył kinetyki chemicznej w układach niejednorodnych i jednorodnych.

## Inne
Jego żoną była Stanisława z Haniczów. Z tego małżeństwa pochodzi syn Jan Jerzy (ur. 1929).